# Финал Кубка Стэнли 2019
Финал Кубка Стэнли 2019 — решающая серия розыгрыша плей-офф Кубка Стэнли в сезоне Национальной хоккейной лиги 2018/2019 годов. В финале принимали участие чемпионы Западной и Восточной конференций, «Сент-Луис Блюз» и «Бостон Брюинз» соответственно. Серия стартовала 27 мая 2019 года в Бостоне, а завершилась там же 12 июня победой «Сент-Луиса» в 7-м матче. Данный финал стал первым с 2011 года, в котором для выявления чемпиона потребовалось сыграть все 7 матчей серии. 
Этот финал является третьей встречей между собой в плей-офф в истории клубов. Первая произошла в финале Кубка Стэнли 1970 года, в котором «Бостон» победил со счётом 4-0. Следующая состоялась в 1972 году в полуфинале Кубка Стэнли, в котором также со счётом 4-0 победили «Брюинз».

## Формат финала
Финальная серия состоит максимум из семи игр и ведётся до четырёх побед, в формате Д-Д-Г-Г-Д-Г-Д. Преимущество домашней площадки получает команда, занявшая наивысшее место в лиге по итогам регулярного чемпионата.

## Путь к финалу

### «Бостон Брюинз»
| М | Команда                | И  | В  | П  | ПО | ВОО | ШЗ  | ШП  | РШ   | Очки |
| - | ---------------------- | -- | -- | -- | -- | --- | --- | --- | ---- | ---- |
| 1 | p — Тампа-Бэй Лайтнинг | 82 | 62 | 16 | 4  | 56  | 325 | 222 | +103 | 128  |
| 2 | Бостон Брюинз          | 82 | 49 | 24 | 9  | 47  | 259 | 215 | +44  | 107  |
| 3 | Торонто Мейпл Лифс     | 82 | 46 | 28 | 8  | 46  | 286 | 251 | +35  | 100  |
| 4 | Монреаль Канадиенс     | 82 | 44 | 30 | 8  | 41  | 249 | 236 | +13  | 96   |
| 5 | Флорида Пантерз        | 82 | 36 | 32 | 14 | 33  | 267 | 280 | -13  | 86   |
| 6 | Баффало Сейбрз         | 82 | 33 | 39 | 10 | 28  | 226 | 271 | -45  | 76   |
| 7 | Детройт Ред Уингз      | 82 | 32 | 40 | 10 | 29  | 227 | 277 | -50  | 74   |
| 8 | Оттава Сенаторз        | 82 | 29 | 47 | 6  | 29  | 242 | 302 | -60  | 64   |

По итогам регулярного чемпионата «Бостон» набрал 107 очков и занял 2-е место в Атлантическом дивизионе.
В первом раунде плей-офф «Брюинз» обыграли «Торонто Мейпл Лифс» в семи матчах. Во втором раунде был обыгран «Коламбус Блю Джекетс» в шести матчах, а в финале конференции одержана «сухая» победа над «Каролиной Харрикейнз».
Для «Бостон Брюинз» этот финал является двадцатым в истории. На своём счету «медведи» имеют шесть Кубков Стэнли, последний из которых был выигран в 2011 году. Последний раз «Брюинз» участвовали в финале в 2013 году, в котором уступили «Чикаго Блэкхокс» в шести матчах.

### «Сент-Луис Блюз»
| М | Команда               | И  | В  | П  | ПО | ВОО | ШЗ  | ШП  | РШ  | Очки |
| - | --------------------- | -- | -- | -- | -- | --- | --- | --- | --- | ---- |
| 1 | y — Нэшвилл Предаторз | 82 | 47 | 29 | 6  | 43  | 240 | 214 | +26 | 100  |
| 2 | Виннипег Джетс        | 82 | 47 | 30 | 5  | 45  | 272 | 244 | +28 | 99   |
| 3 | Сент-Луис Блюз        | 82 | 45 | 28 | 9  | 42  | 247 | 223 | +24 | 99   |
| 4 | Даллас Старз          | 82 | 43 | 32 | 7  | 42  | 210 | 202 | +8  | 93   |
| 5 | Колорадо Эвеланш      | 82 | 38 | 30 | 14 | 36  | 260 | 246 | +14 | 90   |
| 6 | Чикаго Блэкхокс       | 82 | 36 | 34 | 12 | 33  | 270 | 292 | -22 | 84   |
| 7 | Миннесота Уайлд       | 82 | 37 | 36 | 9  | 36  | 211 | 237 | -26 | 83   |

По итогам регулярного чемпионата «Сент-Луис» набрал 99 очков и занял 3-е место в Центральном дивизионе.
В первом раунде плей-офф «Блюз» обыграли «Виннипег Джетс» в шести матчах. Во втором раунде был обыгран «Даллас Старз» со счётом 4-3, а в финале конференции одержана победа над «Сан-Хосе Шаркс» в шести матчах.
Для «Сент-Луис Блюз» этот финал является 4-м в истории клуба. В период с 1968 по 1970 годы команда трижды подряд участвовала в финалах Кубка Стэнли, в которых неизменно уступала со счётом 0-4.

### Результаты матчей в регулярном чемпионате
| 17.01.2019                                                                                       | \| Бостон Брюинз \| 5 : 2 (0:0, 2:2, 3:0) протокол \| Сент-Луис Блюз \| \| Тори Круг — 23:31 Дэвид Бэкес — 36:00 Крис Вагнер — 45:27 Брэд Маршан — 53:17 Шон Курали — 59:08 \| Голы \| 24:23 — Райан О’Райли 33:36 — Карл Гуннарссон \| | ТД-гарден                                     |
| Бостон Брюинз                                                                                    | 5 : 2 (0:0, 2:2, 3:0) протокол | Сент-Луис Блюз                                |
| Тори Круг — 23:31 Дэвид Бэкес — 36:00 Крис Вагнер — 45:27 Брэд Маршан — 53:17 Шон Курали — 59:08 | Голы | 24:23 — Райан О’Райли 33:36 — Карл Гуннарссон |

| 23.02.2019                                | \| Сент-Луис Блюз \| 2 : 1 (Бул) (1:0, 0:1, 0:0, 0:0 ,1:0) протокол \| Бостон Брюинз \| \| Александр Стин — 07:15 Сэмми Блэй — 65:00 \| Голы \| 25:12 — Крис Вагнер \| | Энтерпрайз-центр    |
| Сент-Луис Блюз                            | 2 : 1 (Бул) (1:0, 0:1, 0:0, 0:0 ,1:0) протокол | Бостон Брюинз       |
| Александр Стин — 07:15 Сэмми Блэй — 65:00 | Голы | 25:12 — Крис Вагнер |

### Плей-офф
| Восточная конференция |          |                        |            |                                         |
| Стадия                | Соперник | Соперник               | Общий счёт | Результаты игр                          |
| 1-й раунд             | А3       | «Торонто Мейпл Лифс»   | 4 − 3      | 1:4, 4:1, 2:3, 6:4, 1:2, 4:2, 5:1       |
| 2-й раунд             | УК       | «Коламбус Блю Джекетс» | 4 − 2      | 3:2 (ОТ), 2:3 (2ОТ), 1:2, 4:1, 4:3, 3:0 |
| финал конференции     | УК       | «Каролина Харрикейнз»  | 4 − 0      | 5:2, 6:2, 2:1, 4:0                      |

| Западная конференция |          |                  |            |                                         |
| Стадия               | Соперник | Соперник         | Общий счёт | Результаты игр                          |
| 1-й раунд            | Ц2       | «Виннипег Джетс» | 4 − 2      | 2:1, 4:3, 3:6, 1:2 (ОТ), 3:2, 3:2       |
| 2-й раунд            | УК       | «Даллас Старз»   | 4 − 3      | 3:2, 2:4, 4:3, 2:4, 1:2, 4:1, 2:1 (2ОТ) |
| финал конференции    | Т2       | «Сан-Хосе Шаркс» | 4 − 2      | 3:6, 4:2, 4:5 (ОТ), 2:1, 5:0, 5:1       |

## Арены
| Бостон              | ТД-гарден Энтерпрайз-центрАрены финала Кубка Стэнли 2019 | Сент-Луис           |
| ТД-гарден           | ТД-гарден Энтерпрайз-центрАрены финала Кубка Стэнли 2019 | Энтерпрайз-центр    |
| Вместимость: 17 565 | ТД-гарден Энтерпрайз-центрАрены финала Кубка Стэнли 2019 | Вместимость: 18 400 |
|                     | ТД-гарден Энтерпрайз-центрАрены финала Кубка Стэнли 2019 |                     |

## Судьи
В скобках указаны номера матчей которые обслуживали судьи

| Главные судьи - 5 — Крис Руни (2, 4, 6, 7) - 11 — Келли Сазерленд (1, 3, 5) - 19 — Горд Дуайер (2, 4, 6, 7) - 40 — Стив Козари (1, 3, 5) | Линейные судьи - 50 — Скотт Черри (2, 4, 6, 7) - 54 — Грег Деворски (1, 3, 5) - 65 — Пьер Расико (1, 3, 5) - 75 — Дерек Амелл (2, 4, 6, 7) |  |

## Ход серии
Североамериканское восточное время (UTC-4).

### Матч № 1
| 27 мая 2019 20:00 | Бостон Брюинз | 4 : 2 (0:1, 2:1, 2:0) | Сент-Луис Блюз | ТД-гарден Зрителей: 17 565 |

| Отчёт | Отчёт                               | Отчёт                                                                                | Отчёт              | Отчёт                                                                        |
| --- | ----------------------------------- | ------------------------------------------------------------------------------------ | ------------------ | ---------------------------------------------------------------------------- |
| |                                     |                                                                                      |                    |                                                                              |
| | Туукка Раск                         | Вратари                                                                              | Джордан Биннингтон | Судьи: Стив Козари Келли Сазерленд Линейные судьи: Пьер Расико Грег Деворски |
| | Голы:                               |                                                                                      |                    | Судьи: Стив Козари Келли Сазерленд Линейные судьи: Пьер Расико Грег Деворски |
| Коннор Клифтон — 22:16 (Ш. Курали, Ю. Нордстрём) Чарли Макэвой (бол.) — 32:41 Шон Курали — 45:21 (Н. Аччари, З. Хара) Брэд Маршан (п.в.) — 58:11 | 0 : 1 0 : 2 1 : 2 2 : 2 3 : 2 4 : 2 | 07:23 — Брэйден Шенн (Дж. Шварц, Дж. Боумистер) 21:00 — Владимир Тарасенко (Б. Шенн) |                    | Судьи: Стив Козари Келли Сазерленд Линейные судьи: Пьер Расико Грег Деворски |
| |                                     |                                                                                      |                    | Судьи: Стив Козари Келли Сазерленд Линейные судьи: Пьер Расико Грег Деворски |
| |                                     |                                                                                      |                    | Судьи: Стив Козари Келли Сазерленд Линейные судьи: Пьер Расико Грег Деворски |
| |                                     |                                                                                      |                    | Судьи: Стив Козари Келли Сазерленд Линейные судьи: Пьер Расико Грег Деворски |
| 4 мин | Штраф                               | 10 мин                                                                               |                    | Судьи: Стив Козари Келли Сазерленд Линейные судьи: Пьер Расико Грег Деворски |
| |                                     |                                                                                      |                    |                                                                              |
| | 38                                  | Броски                                                                               | 19                 |                                                                              |

Счёт в матче был открыт на 8-й минуте 1-го периода, когда нападающий гостей Брэйден Шенн поразил ворота Туукки Раска. На старте 2-го периода хоккеисты «Блюз» воспользовались ошибкой Давида Пастрняка за собственными воротами и Владимир Тарасенко удвоил преимущество. Через 1 минуту и 16 секунд Коннор Клифтон отыграл одну шайбу, а в середине периода Чарли Макэвой сравнял счёт. В 3-м периоде хоккеисты «Брюинз» еще дважды поразили ворота «Сент-Луиса» и обеспечили себе победу в первом матче.

### Матч № 2
| 29 мая 2019 20:00 | Бостон Брюинз | 2 : 3 (ОТ) (2:2, 0:0, 0:0, 0:1) | Сент-Луис Блюз | ТД-гарден Зрителей: 17 565 |

| Отчёт                                                                                    | Отчёт                       | Отчёт | Отчёт              | Отчёт                                                                |
| ---------------------------------------------------------------------------------------- | --------------------------- | --- | ------------------ | -------------------------------------------------------------------- |
|                                                                                          |                             | |                    |                                                                      |
|                                                                                          | Туукка Раск                 | Вратари | Джордан Биннингтон | Судьи: Крис Руни Горд Дуайер Линейные судьи: Дерек Амелл Скотт Черри |
|                                                                                          | Голы:                       | |                    | Судьи: Крис Руни Горд Дуайер Линейные судьи: Дерек Амелл Скотт Черри |
| Чарли Койл (бол.) — 04:44 (Дж. Дебраск, Д. Пастрняк) Юаким Нордстрём — 10:17 (Ш. Курали) | 1 : 0 1 : 1 2 : 1 2 : 2 : 3 | 09:37 — Роберт Бортуццо (Т. Бозак, К. Гуннарссон) 14:44 — Владимир Тарасенко (Дж. Шварц) 63:51 — Карл Гуннарссон (Р. О’Райли, О. Сундквист) |                    | Судьи: Крис Руни Горд Дуайер Линейные судьи: Дерек Амелл Скотт Черри |
|                                                                                          |                             | |                    | Судьи: Крис Руни Горд Дуайер Линейные судьи: Дерек Амелл Скотт Черри |
|                                                                                          |                             | |                    | Судьи: Крис Руни Горд Дуайер Линейные судьи: Дерек Амелл Скотт Черри |
|                                                                                          |                             | |                    | Судьи: Крис Руни Горд Дуайер Линейные судьи: Дерек Амелл Скотт Черри |
| 6 мин                                                                                    | Штраф                       | 10 мин |                    | Судьи: Крис Руни Горд Дуайер Линейные судьи: Дерек Амелл Скотт Черри |
|                                                                                          |                             | |                    |                                                                      |
|                                                                                          | 23                          | Броски | 37                 |                                                                      |

Перед матчем в составе «Блюз» Робби Фаббри заменил Роберта Томаса. В первом периоде команды забросили 4 шайбы на двоих. Сначала Чарли Койл реализовал большинство и вывел «Бостон» вперёд. В середине периода Роберт Бортуццо сравнял счёт, однако менее чем через минуту Юаким Нордстрём снова вывел хозяев вперёд. За 5 минут до конца 1-го периода Владимир Тарасенко во второй раз в матче делает счёт равным. Следующие два периода голов не принесли и игра перешла в дополнительное время. На 4-й минуте овертайма Карл Гуннарссон реализовал отложенное удаление и принёс «Блюз» первую победу в финалах Кубка Стэнли. Также эта победа стала для «Сент-Луиса» первой над «Бостоном» в матчах плей-офф.

### Матч № 3
| 1 июня 2019 20:00 | Сент-Луис Блюз | 2 : 7 (0:3, 1:2, 1:2) | Бостон Брюинз | Энтерпрайз-центр Зрителей: 18 789 |

| Отчёт                                                                                            | Отчёт                                                      | Отчёт | Отчёт       | Отчёт                                                                        |
| ------------------------------------------------------------------------------------------------ | ---------------------------------------------------------- | --- | ----------- | ---------------------------------------------------------------------------- |
|                                                                                                  |                                                            | |             |                                                                              |
|                                                                                                  | Джордан Биннингтон — 00:00-32:12 Джейк Аллен — 32:12-60:00 | Вратари | Туукка Раск | Судьи: Стив Козари Келли Сазерленд Линейные судьи: Грег Деворски Пьер Расико |
|                                                                                                  | Голы:                                                      | |             | Судьи: Стив Козари Келли Сазерленд Линейные судьи: Грег Деворски Пьер Расико |
| Иван Барбашёв — 31:05 (З. Сэнфорд, А. Стин) Колтон Парайко (бол.) — 45:24 (Р. О’Райли, Т. Бозак) | 0 : 1 0 : 2 0 : 3 0 : 4 1 : 4 1 : 5 2 : 5 2 : 6 2 : 7      | 10:47 — Патрис Бержерон (бол.) (Т. Круг, Дж. Дебраск) 17:40 — Чарли Койл (М. Юханссон, Д. Хайнен) 19:50 — Шон Курали (Ю. Нордстрём) 20:41 — Давид Пастрняк (бол.) (Т. Круг, П. Бержерон) 32:12 — Тори Круг (бол.) (Б. Маршан, П. Бержерон) 58:12 — Ноэль Аччари (п.в.) (Ю. Нордстрём) 58:35 — Маркус Юханссон (бол.) (Т. Круг, К. Клифтон) |             | Судьи: Стив Козари Келли Сазерленд Линейные судьи: Грег Деворски Пьер Расико |
|                                                                                                  |                                                            | |             | Судьи: Стив Козари Келли Сазерленд Линейные судьи: Грег Деворски Пьер Расико |
|                                                                                                  |                                                            | |             | Судьи: Стив Козари Келли Сазерленд Линейные судьи: Грег Деворски Пьер Расико |
|                                                                                                  |                                                            | |             | Судьи: Стив Козари Келли Сазерленд Линейные судьи: Грег Деворски Пьер Расико |
| 14 мин                                                                                           | Штраф                                                      | 16 мин |             | Судьи: Стив Козари Келли Сазерленд Линейные судьи: Грег Деворски Пьер Расико |
|                                                                                                  |                                                            | |             |                                                                              |
|                                                                                                  | 29                                                         | Броски | 24          |                                                                              |

После предыдущего матча в составе «Блюз», за толчок на борт защитника «Брюинз» Мэтта Гризлика, на одну игру был дисквалифицирован нападающий Оскар Сундквист, которого заменил Зак Сэнфорд, а получившего травму Гризлика заменил Джон Мур. Сама игра закончилась уверенной победой «медведей» со счётом 7:2. Защитник «Бостона» Тори Круг набрал 4 (1+3) очка и установил новый рекорд клуба по количеству очков набранных в одном матче финальной серии.

### Матч № 4
| 3 июня 2019 20:00 | Сент-Луис Блюз | 4 : 2 (2:1, 0:1, 2:0) | Бостон Брюинз | Энтерпрайз-центр Зрителей: 18 805 |

| Отчёт | Отчёт                               | Отчёт                                                                                         | Отчёт       | Отчёт                                                                |
| --- | ----------------------------------- | --------------------------------------------------------------------------------------------- | ----------- | -------------------------------------------------------------------- |
| |                                     |                                                                                               |             |                                                                      |
| | Джордан Биннингтон                  | Вратари                                                                                       | Туукка Раск | Судьи: Крис Руни Горд Дуайер Линейные судьи: Дерек Амелл Скотт Черри |
| | Голы:                               |                                                                                               |             | Судьи: Крис Руни Горд Дуайер Линейные судьи: Дерек Амелл Скотт Черри |
| Райан О’Райли — 00:43 (З. Сэнфорд, В. Данн) Владимир Тарасенко — 15:30 (А. Пьетранжело, Б. Шенн) Райан О’Райли — 50:38 (А. Пьетранжело, К. Гуннарссон) Брэйден Шенн (п.в.) — 58:31 | 1 : 0 1 : 1 2 : 1 2 : 2 3 : 2 4 : 2 | 13:14 — Чарли Койл (З. Хара, Д. Хайнен) 34:19 — Брэндон Карло (мен.) (П. Бержерон, Б. Маршан) |             | Судьи: Крис Руни Горд Дуайер Линейные судьи: Дерек Амелл Скотт Черри |
| |                                     |                                                                                               |             | Судьи: Крис Руни Горд Дуайер Линейные судьи: Дерек Амелл Скотт Черри |
| |                                     |                                                                                               |             | Судьи: Крис Руни Горд Дуайер Линейные судьи: Дерек Амелл Скотт Черри |
| |                                     |                                                                                               |             | Судьи: Крис Руни Горд Дуайер Линейные судьи: Дерек Амелл Скотт Черри |
| 6 мин | Штраф                               | 8 мин                                                                                         |             | Судьи: Крис Руни Горд Дуайер Линейные судьи: Дерек Амелл Скотт Черри |
| |                                     |                                                                                               |             |                                                                      |
| | 38                                  | Броски                                                                                        | 23          |                                                                      |

Отбыв дисквалификацию в состав «Блюз» вернулся Оскар Сундквист, Зак Сэнфорд заменил Робби Фаббри, а восстановившийся после травмы защитник Винс Данн заменил Роберта Бортуццо. Хоккеисты «Сент-Луиса» активно начали матч и открыли счёт уже на 1-й минуте благодаря голу Райана О’Райли. На 14-й минуте 1-го периода Чарли Койл делает счёт равным, однако спустя 2 минуты и 16 секунд Владимир Тарасенко снова вывел хозяев вперёд. Во 2-м периоде «Брюинз» сравняли счёт забив гол в меньшинстве. В середине 3-го периода Райан О’Райли оформляет дубль и в 3-й раз в матче выводит свою команду вперёд, а за полторы минуты до финальной серены Брэйден Шенн поражает пустые ворота и устанавливает окончательный счёт — 4:2 в пользу «Сент-Луис Блюз».

### Матч № 5
| 6 июня 2019 20:00 | Бостон Брюинз | 1 : 2 (0:0, 0:1, 1:1) | Сент-Луис Блюз | ТД-гарден Зрителей: 17 565 |

| Отчёт                           | Отчёт             | Отчёт                                                                                          | Отчёт              | Отчёт                                                                        |
| ------------------------------- | ----------------- | ---------------------------------------------------------------------------------------------- | ------------------ | ---------------------------------------------------------------------------- |
|                                 |                   |                                                                                                |                    |                                                                              |
|                                 | Туукка Раск       | Вратари                                                                                        | Джордан Биннингтон | Судьи: Стив Козари Келли Зарерленд Линейные судьи: Грег Деворски Пьер Расико |
|                                 | Голы:             |                                                                                                |                    | Судьи: Стив Козари Келли Зарерленд Линейные судьи: Грег Деворски Пьер Расико |
| Джейк Дебраск — 53:32 (Т. Круг) | 0 : 1 0 : 2 1 : 2 | 20:55 — Райан О’Райли (З. Сэнфорд, А. Пьетранжело) 50:36 — Давид Перрон (Р. О’Райли, Т. Бозак) |                    | Судьи: Стив Козари Келли Зарерленд Линейные судьи: Грег Деворски Пьер Расико |
|                                 |                   |                                                                                                |                    | Судьи: Стив Козари Келли Зарерленд Линейные судьи: Грег Деворски Пьер Расико |
|                                 |                   |                                                                                                |                    | Судьи: Стив Козари Келли Зарерленд Линейные судьи: Грег Деворски Пьер Расико |
|                                 |                   |                                                                                                |                    | Судьи: Стив Козари Келли Зарерленд Линейные судьи: Грег Деворски Пьер Расико |
| 2 мин                           | Штраф             | 6 мин                                                                                          |                    | Судьи: Стив Козари Келли Зарерленд Линейные судьи: Грег Деворски Пьер Расико |
|                                 |                   |                                                                                                |                    |                                                                              |
|                                 | 39                | Броски                                                                                         | 21                 |                                                                              |

На 5-й матч серии тренерский штаб «Бостона» заявил семь защитников, заменив нападающего Дэвида Бэкеса на Стивена Кэмпфера, а в составе «Сент-Луиса» Роберт Бортуццо занял место Джоэля Эдмундсона. На 1-й минуте 2-го периода Райан О’Райли открыл счёт в матче. В середине 3-го периода Давид Перрон упрочил преимущество гостей. Хозяева сократили отставание в счёте за шесть с половиной минут до финальной серены усилиями Джейка Дебраска, однако за оставшееся время хоккеистам «Бостона» не удалось сравнять счёт. В итоге «Сент-Луис Блюз» одержал свою 3-ю победу в финале и впервые в серии повёл в счёте.

### Матч № 6
| 9 июня 2019 20:00 | Сент-Луис Блюз | 1 : 5 (0:1, 0:0, 1:4) | Бостон Брюинз | Энтерпрайз-центр Зрителей: 18 890 |

| Отчёт                                             | Отчёт                               | Отчёт | Отчёт       | Отчёт                                                                |
| ------------------------------------------------- | ----------------------------------- | --- | ----------- | -------------------------------------------------------------------- |
|                                                   |                                     | |             |                                                                      |
|                                                   | Джордан Биннингтон                  | Вратари | Туукка Раск | Судьи: Горд Дуайер Крис Руни Линейные судьи: Дерек Амелл Скотт Черри |
|                                                   | Голы:                               | |             | Судьи: Горд Дуайер Крис Руни Линейные судьи: Дерек Амелл Скотт Черри |
| Райан О’Райли — 52:01 (А. Пьетранжело, Д. Перрон) | 0 : 1 0 : 2 0 : 3 1 : 3 1 : 4 1 : 5 | 08:40 — Брэд Маршан (бол.) (Д. Патрняк, Т. Круг) 42:31 — Брэндон Карло (Дж. Дебраск) 50:15 — Карсон Кульман (Д. Крейчи) 54:06 — Давид Пастрняк (Б. Маршан, Ш. Курали) 57:41 — Здено Хара (п.в.) |             | Судьи: Горд Дуайер Крис Руни Линейные судьи: Дерек Амелл Скотт Черри |
|                                                   |                                     | |             | Судьи: Горд Дуайер Крис Руни Линейные судьи: Дерек Амелл Скотт Черри |
|                                                   |                                     | |             | Судьи: Горд Дуайер Крис Руни Линейные судьи: Дерек Амелл Скотт Черри |
|                                                   |                                     | |             | Судьи: Горд Дуайер Крис Руни Линейные судьи: Дерек Амелл Скотт Черри |
| 20 мин                                            | Штраф                               | 10 мин |             | Судьи: Горд Дуайер Крис Руни Линейные судьи: Дерек Амелл Скотт Черри |
|                                                   |                                     | |             |                                                                      |
|                                                   | 29                                  | Броски | 32          |                                                                      |

По итогам 5-го матча в составе «Блюз», за опасную атаку форварда «Брюинз» Маркуса Юханссона, на одну игру был дисквалифицирован нападающий Иван Барбашёв, которого заменил Роберт Томас. В составе «Брюинз» в финале дебютировал Карсон Кульман заменивший Стивена Кэмпфера. Счёт в матче был открыт в середине 1-го периода, когда нападающий «Бостона» Брэд Маршан реализовал большинство при игре 5 на 3. Второй период остался без заброшенных шайб, а в третьей 20-минутке хоккеисты «Бостона» четырежды поразили ворота Джордана Биннингтона на что хозяева ответили одной шайбой Райана О’Райли. «Бостон Брюинз» побеждает в матче со счётом 5:1 и таким образом переводит серию в 7-й матч.

### Матч № 7
| 12 июня 2019 20:00 | Бостон Брюинз | 1 : 4 (0:2, 0:0, 1:2) | Сент-Луис Блюз | ТД-гарден Зрителей: 17 565 |

| Отчёт                            | Отчёт                         | Отчёт | Отчёт              | Отчёт                                                                |
| -------------------------------- | ----------------------------- | --- | ------------------ | -------------------------------------------------------------------- |
|                                  |                               | |                    |                                                                      |
|                                  | Туукка Раск                   | Вратари | Джордан Биннингтон | Судьи: Горд Дуайер Крис Руни Линейные судьи: Скотт Черри Дерек Амелл |
|                                  | Голы:                         | |                    | Судьи: Горд Дуайер Крис Руни Линейные судьи: Скотт Черри Дерек Амелл |
| Мэтт Гризлик — 57:50 (Д. Крейчи) | 0 : 1 0 : 2 0 : 3 0 : 4 1 : 4 | 16:47 — Райан О’Райли (Дж. Боумистер, А. Пьетранжело) 19:52 — Алекс Пьетранжело (Дж. Шварц) 51:25 — Брэйден Шенн (В. Тарасенко, Дж. Шварц) 55:22 — Зак Сэнфорд (Д. Перрон, Р. О’Райли) |                    | Судьи: Горд Дуайер Крис Руни Линейные судьи: Скотт Черри Дерек Амелл |
|                                  |                               | |                    | Судьи: Горд Дуайер Крис Руни Линейные судьи: Скотт Черри Дерек Амелл |
|                                  |                               | |                    | Судьи: Горд Дуайер Крис Руни Линейные судьи: Скотт Черри Дерек Амелл |
|                                  |                               | |                    | Судьи: Горд Дуайер Крис Руни Линейные судьи: Скотт Черри Дерек Амелл |
| 0 мин                            | Штраф                         | 2 мин |                    | Судьи: Горд Дуайер Крис Руни Линейные судьи: Скотт Черри Дерек Амелл |
|                                  |                               | |                    |                                                                      |
|                                  | 33                            | Броски | 20                 |                                                                      |

После четырёх пропущенных из-за травмы матчей в состав «Бостона» вернулся защитник Мэтт Гризлик, заменивший Коннора Клифтона, а в состав «Блюз» вернулись Джоэль Эдмундсон и отбывший дисквалификацию Иван Барбашёв, занявшие места Роберта Бортуццо и Роберта Томаса соответственно. Счёт в матче был открыт на семнадцатой минуте 1-го периода нападающим «Сент-Луиса» Райаном О’Райли, а за 8 секунд до конца периода капитан гостей Алекс Пьетранжело удвоил преимущество. В середине 3-го периода Брэйден Шенн делает счёт 3:0 в пользу «Блюз», а ещё через 4 минуты Зак Сэнфорд забрасывает свою первую в карьере шайбу в плей-офф и счёт становится 4:0. За 2 минуты до финальной сирены Мэтт Гризлик отыгрывает одну шайбу. Итоговый счёт матча 4:1 в пользу гостей и таким образом «Сент-Луис Блюз» впервые в своей истории завоёвывает Кубок Стэнли. Голкипер «Сент-Луиса» Джордан Биннингтон одержал свою 16-ю победу в плей-офф 2019 и установил новый рекорд для вратарей-новичков по количеству побед в розыгрыше плей-офф. Самым ценным игроком плей-офф был признан нападающий чемпионов Райан О’Райли.
| Обладатель Кубка Стэнли 2019 |
| ---------------------------- |
| Сент-Луис Блюз Первый титул  |

## Составы команд

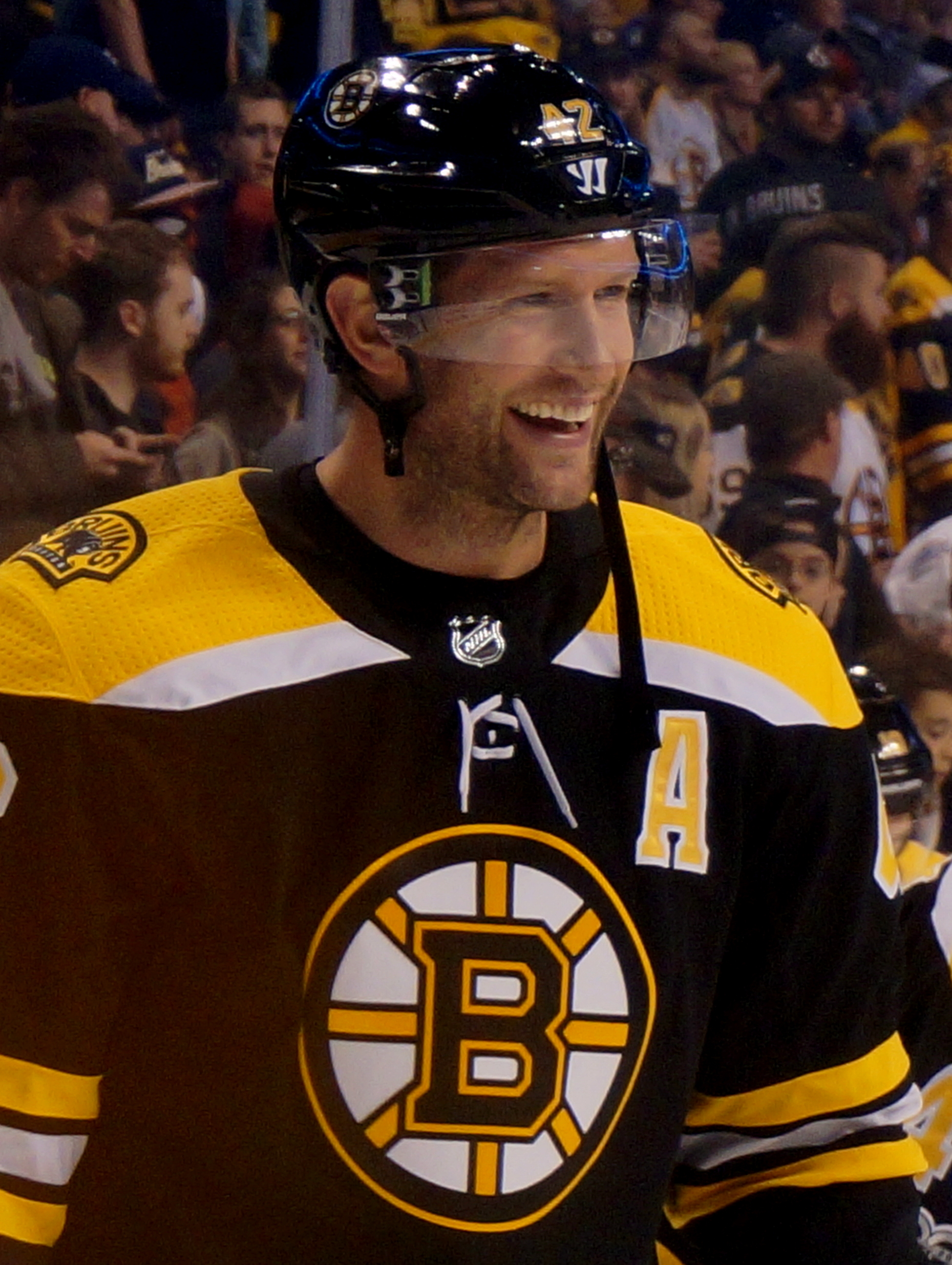
Нападающий «Бостон Брюинз» Дэвид Бэкес провёл за «Сент-Луис» 10 сезонов, пять из которых в качестве капитана команды

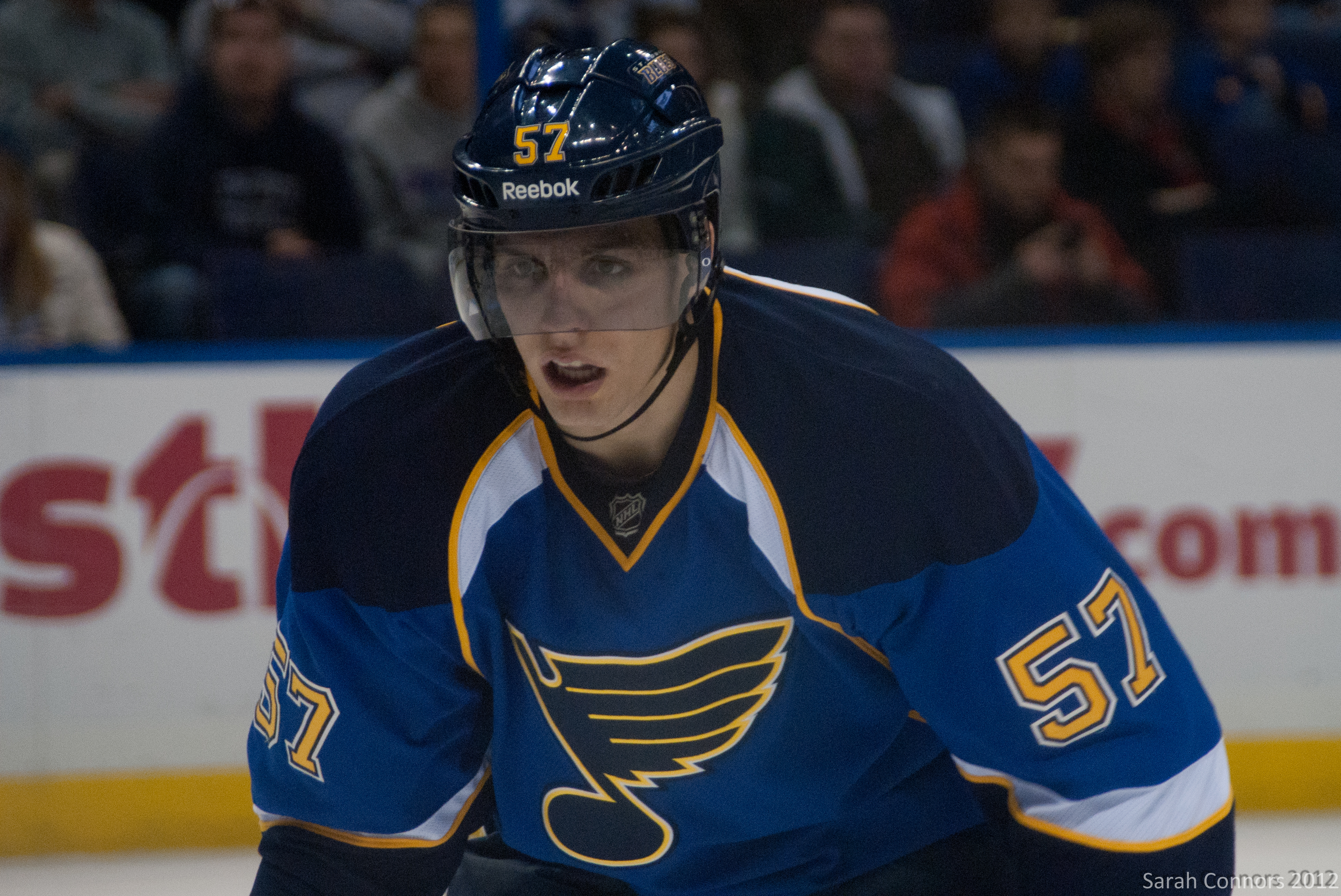
Давид Перрон единственный игрок в составе «Блюз» имеющий опыт выступления в финальной серии. В 2018 году выступая за «Вегас Голден Найтс» он уступил в финале Кубка Стэнли «Вашингтон Кэпиталз»

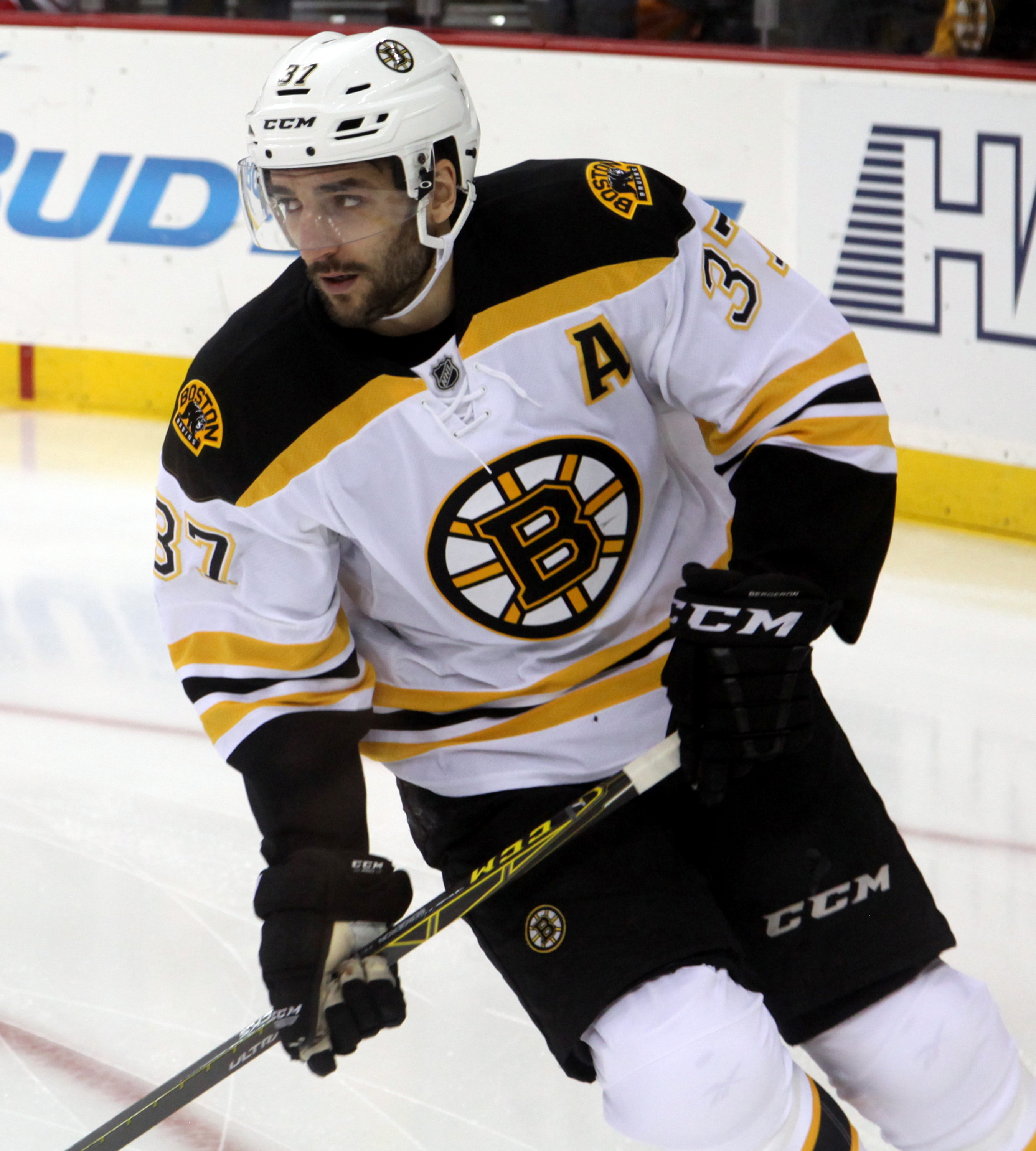
Форвард «Бостона» Патрис Бержерон в 3-м матче серии достиг отметки в 100 набранных очков за карьеру в матчах плей-офф НХЛ

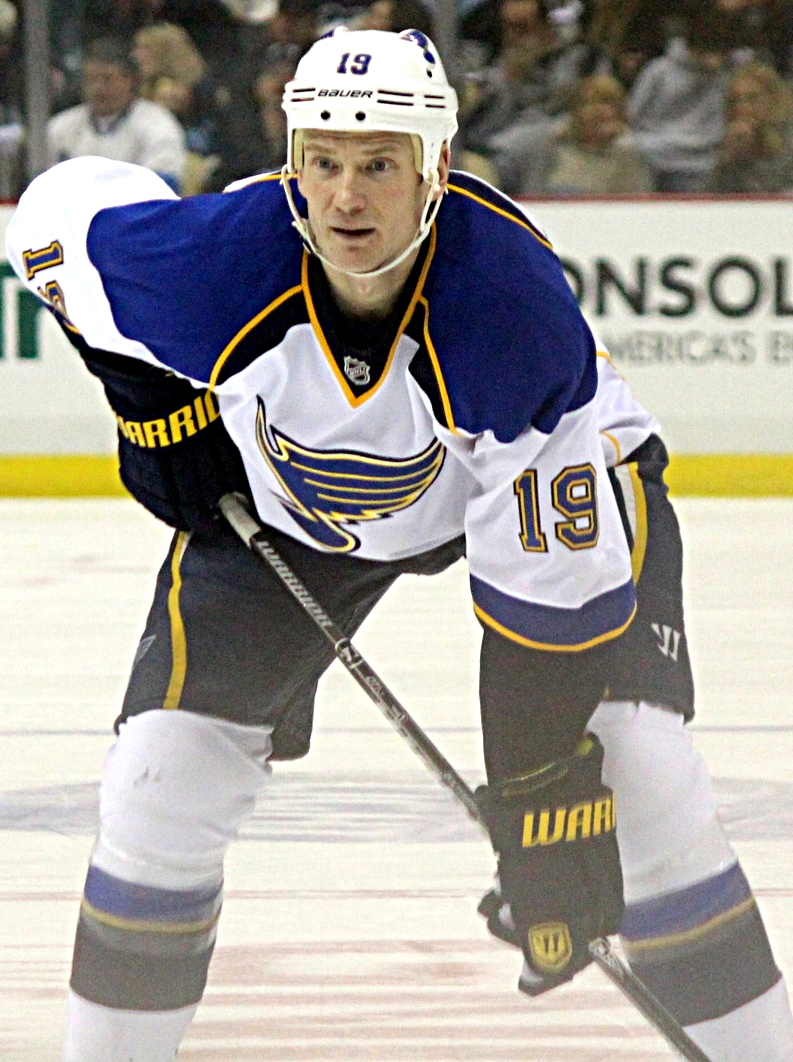
Защитник «Сент-Луис Блюз» Джей Боумистер стал 29-м членом «Тройного золотого клуба»

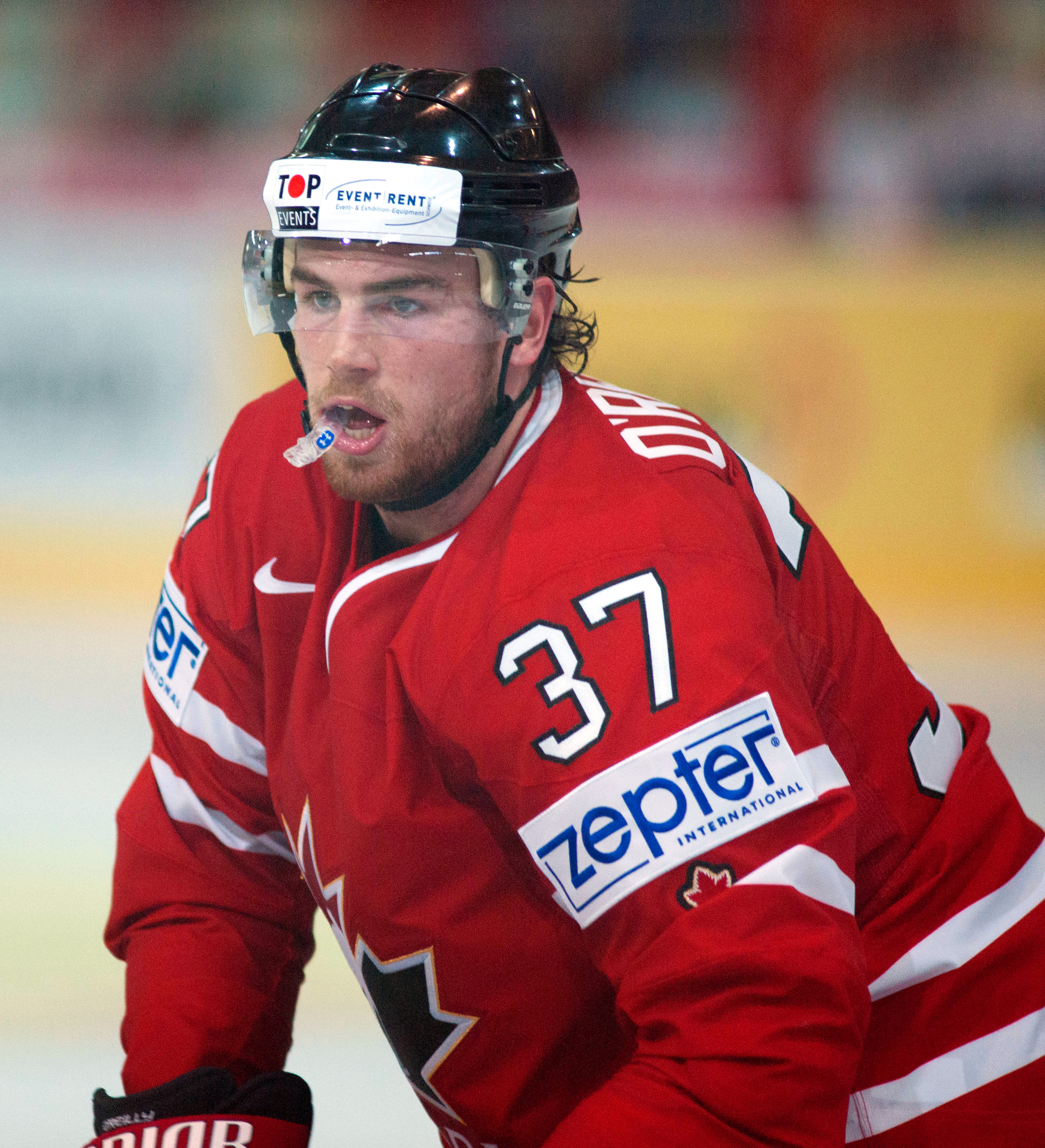
Райан О’Райли — обладатель «Конн Смайт Трофи»

### «Бостон Брюинз»
| Вратари    |                |                     |                  |                     |
| Номер      | Страна         | Имя                 | Дата рождения    | Участие в финале    |
| 40         | Флаг Финляндии | Туукка Раск         | 10 марта 1987    | третье (2011, 2013) |
| 41         | Флаг Словакии  | Ярослав Галак       | 13 мая 1985      | первое              |
| Защитники  |                |                     |                  |                     |
| Номер      | Страна         | Имя                 | Дата рождения    | Участие в финале    |
| 25         | Флаг США       | Брэндон Карло       | 26 ноября 1996   | первое              |
| 27         | Флаг США       | Джон Мур            | 19 ноября 1990   | второе (2014)       |
| 33         | Флаг Словакии  | Здено Хара — К      | 18 марта 1977    | третье (2011, 2013) |
| 44         | Флаг США       | Стивен Кэмпфер      | 24 сентября 1988 | первое              |
| 47         | Флаг США       | Тори Круг           | 12 апреля 1991   | второе (2013)       |
| 48         | Флаг США       | Мэтт Гризлик        | 5 января 1994    | первое              |
| 73         | Флаг США       | Чарли Макэвой       | 21 декабря 1997  | первое              |
| 75         | Флаг США       | Коннор Клифтон      | 28 апреля 1995   | первое              |
| Нападающие |                |                     |                  |                     |
| Номер      | Страна         | Имя                 | Дата рождения    | Участие в финале    |
| 13         | Флаг США       | Чарли Койл          | 2 марта 1992     | первое              |
| 20         | Флаг Швеции    | Юаким Нордстрём     | 25 февраля 1992  | первое              |
| 37         | Флаг Канады    | Патрис Бержерон — А | 24 июля 1985     | третье (2011, 2013) |
| 42         | Флаг США       | Дэвид Бэкес — А     | 1 мая 1984       | первое              |
| 43         | Флаг Канады    | Дэнтон Хайнен       | 5 июля 1995      | первое              |
| 46         | Флаг Чехии     | Давид Крейчи — А    | 28 апреля 1986   | третье (2011, 2013) |
| 52         | Флаг США       | Шон Курали          | 20 января 1993   | первое              |
| 55         | Флаг США       | Ноэль Аччари        | 1 декабря 1991   | первое              |
| 63         | Флаг Канады    | Брэд Маршан         | 11 мая 1988      | третье (2011, 2013) |
| 74         | Флаг Канады    | Джейк Дебраск       | 17 октября 1996  | первое              |
| 83         | Флаг США       | Карсон Кульман      | 26 сентября 1995 | первое              |
| 88         | Флаг Чехии     | Давид Пастрняк      | 2 мая 1996       | первое              |
| 90         | Флаг Швеции    | Маркус Юханссон     | 6 октября 1990   | первое              |

### «Сент-Луис Блюз»
| Вратари    |             |                        |                  |                  |
| Номер      | Страна      | Имя                    | Дата рождения    | Участие в финале |
| 34         | Флаг Канады | Джейк Аллен            | 7 августа 1990   | первое           |
| 50         | Флаг Канады | Джордан Биннингтон     | 11 июля 1993     | первое           |
| Защитники  |             |                        |                  |                  |
| Номер      | Страна      | Имя                    | Дата рождения    | Участие в финале |
| 4          | Флаг Швеции | Карл Гуннарссон        | 9 ноября 1986    | первое           |
| 6          | Флаг Канады | Джоэль Эдмундсон       | 28 июня 1993     | первое           |
| 19         | Флаг Канады | Джей Боумистер         | 27 сентября 1983 | первое           |
| 27         | Флаг Канады | Алекс Пьетранжело — К  | 18 января 1990   | первое           |
| 29         | Флаг Канады | Винс Данн              | 29 октября 1996  | первое           |
| 41         | Флаг Канады | Роберт Бортуццо        | 18 марта 1989    | первое           |
| 55         | Флаг Канады | Колтон Парайко         | 12 мая 1993      | первое           |
| Нападающие |             |                        |                  |                  |
| Номер      | Страна      | Имя                    | Дата рождения    | Участие в финале |
| 7          | Флаг США    | Патрик Марун           | 23 апреля 1988   | первое           |
| 9          | Флаг Канады | Сэмми Блэй             | 17 июня 1996     | первое           |
| 10         | Флаг Канады | Брэйден Шенн           | 22 августа 1991  | первое           |
| 12         | Флаг США    | Зак Сэнфорд            | 9 ноября 1994    | первое           |
| 15         | Флаг Канады | Робби Фаббри           | 22 января 1996   | первое           |
| 17         | Флаг Канады | Джейден Шварц          | 25 июня 1992     | первое           |
| 18         | Флаг Канады | Роберт Томас           | 2 июля 1999      | первое           |
| 20         | Флаг Швеции | Александр Стин — А     | 1 марта 1984     | первое           |
| 21         | Флаг Канады | Тайлер Бозак           | 19 марта 1986    | первое           |
| 49         | Флаг России | Иван Барбашёв          | 14 декабря 1995  | первое           |
| 57         | Флаг Канады | Давид Перрон           | 28 мая 1988      | второе (2018)    |
| 70         | Флаг Швеции | Оскар Сундквист        | 23 марта 1994    | первое           |
| 90         | Флаг Канады | Райан О’Райли          | 7 февраля 1991   | первое           |
| 91         | Флаг России | Владимир Тарасенко — А | 13 декабря 1991  | первое           |

## Обладатели Кубка Стэнли 2019
Указаны игроки, тренеры и сотрудники фронт-офиса, чьи имена выгравированы на Кубке Стэнли

| Вратари: - 34 Джейк Аллен - 50 Джордан Биннингтон | Защитники: - 4 Карл Гуннарссон - 6 Джоэль Эдмундсон - 19 Джей Боумистер - 27 Алекс Пьетранжело — К - 29 Винс Данн - 41 Роберт Бортуццо - 42 Майкл Дель Зотто - 55 Колтон Парайко | Крайние нападающие: - 7 Патрик Марун - 9 Сэмми Блэй - 12 Зак Сэнфорд - 17 Джейден Шварц - 20 Александр Стин — А - 57 Давид Перрон - 91 Владимир Тарасенко — А | Центральные нападающие: - 10 Брэйден Шенн - 15 Робби Фаббри - 18 Роберт Томас - 21 Тайлер Бозак - 49 Иван Барбашёв - 70 Оскар Сундквист - 90 Райан О’Райли | И.о. главного тренера: - Крейг Беруби Ассистенты: - Майк Ван Рин - Стив Отт Тренер вратарей: - Дэвид Александер | Генеральный менеджер: - Дуг Армстронг Владелец: - Том Стиллман Президент: - Крис Циммерман |

### Комментарии
1. ↑  Не принимал участия в матчах № 1, № 2
2. ↑  Не принимал участия в матчах № 1, № 2 № 3, № 4, № 6, № 7
3. ↑  Не принимал участия в матчах № 3, № 4, № 5, № 6
4. ↑  Не принимал участия в матче № 7
5. ↑  Является обладателем Кубка Стэнли 2015, однако в финальной серии участия не принимал
6. ↑  Не принимал участия в матчах № 5, № 6, № 7
7. ↑  Не принимал участия в матчах № 1, № 2, № 3, № 4, № 5
8. ↑  Не принимал участия в матчах № 5, № 6
9. ↑  Не принимал участия в матчах № 1, № 2, № 3
10. ↑  Не принимал участия в матчах № 4, № 7
11. ↑  Не принимал участия в матчах № 1, № 2
12. ↑  Не принимал участия в матчах № 1, № 4, № 5, № 6, № 7
13. ↑  Не принимал участия в матчах № 2, № 3, № 4, № 5, № 7
14. ↑  Не принимал участия в матче № 6
15. ↑  Не принимал участия в матче № 3
16. ↑  В 2016 году числился в составе «Питтсбург Пингвинз», однако в финальной серии участия не принимал и имя игрока на Кубок нанесено не было
17. ↑  Провёл 42 матча в регулярном чемпионате (23 за «Ванкувер», 12 за «Анахайм», 7 за «Сент-Луис»). В плей-офф участия не принимал. Имя игрока нанесено на Кубок по просьбе клуба